# ناتاوین واتاناگیتیپات
ناتاوین واتاناگیتیپات (تایلندی: ณัฐวิญญ์ วัฒนกิติพัฒน์; متولد ۲۴ فوریه ۱۹۹۴، با نام مستعار آپو (อาโป) یک بازیگر و مدل تایلندی است. او از سال ۲۰۱۴ تا ۲۰۱۹ با کانال ۳ قرارداد داشت. او بیشتر برای نقش اصلی خود در Sud Kaen Saen Rak (2015) و KinnPorsche (2022) شناخته می‌شود.